# Lesbofobia
Lesbofobia – różnego rodzaju negatywne postawy wobec lesbijek jako jednostek, jako par lub jako grupy społecznej. Obejmuje ona uprzedzenia, dyskryminację, nienawiść i przemoc, a także różne postawy i uczucia – od pogardy do wrogości. Lesbofobia przejawia się jako zjawisko łączące homofobię i mizoginię. Cynthia Petersen, profesor prawa na Uniwersytecie Ottawy, definiowała lesbofobię jako obejmującą również „lęk kobiet przed miłością do innych kobiet, a także lęk mężczyzn (w tym gejów) przed tym, że kobiety ich nie kochają”.

## Zakres lesbofobii
Przekonanie o tym, że lesbijki stanowią zagrożenie – podczas gdy interakcje heteroseksualne są naturalne, normalne i spontaniczne – jest typowym przykładem przekonania, które jest lesbofobiczne. Analogicznie do homofobii, przekonanie to jest klasyfikowane jako heteronormatywne, ponieważ zakłada, że heteroseksualność jest dominująca, domniemana i normalna, a inne formy kontaktów seksualnych lub związków są nienormalne i nienaturalne. Jednym ze stereotypów, który został uznany za lesbofobiczny jest przekonanie, że kobiety uprawiające sport są zawsze lub w przeważającej mierze lesbijkami. Lesbijki mają do czynienia z lesbofobicznymi postawami nie tylko ze strony mężczyzn i kobiet heteroseksualnych, ale także ze strony gejów, a także osób biseksualnych. Lesbofobia u gejów przejawia się w rzekomym podrzędnym traktowaniu kwestii lesbijskich w kampaniach na rzecz praw osób homoseksualnych.

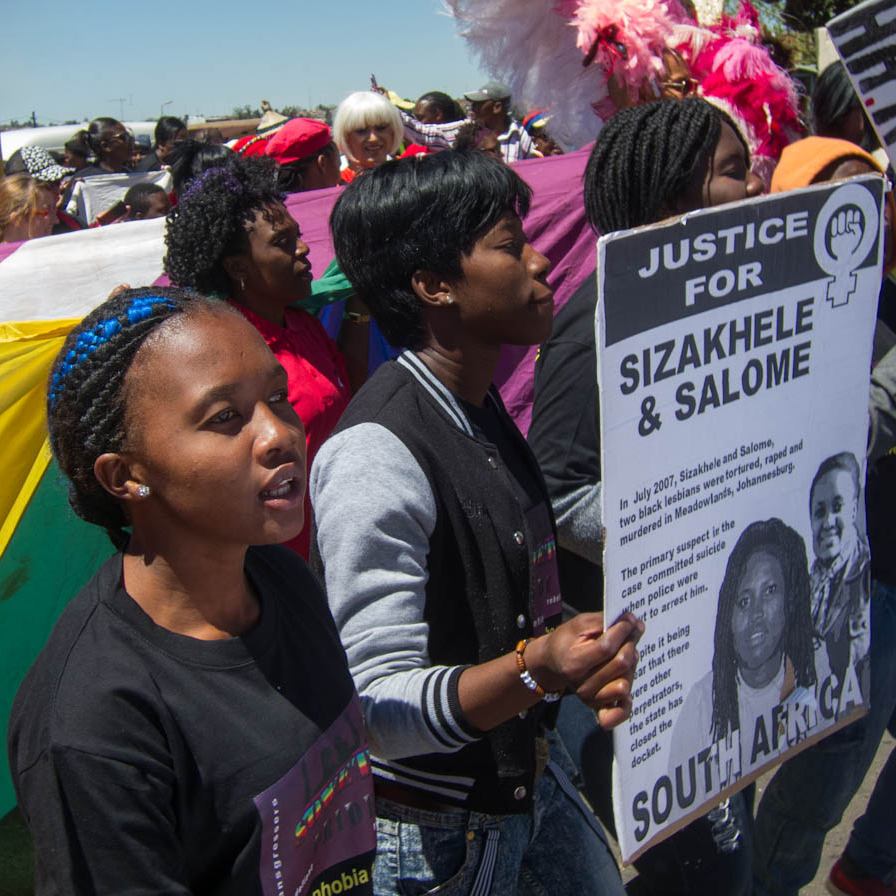
Uczestnicy Soweto Pride 2012 upamiętniają dwie lesbijki, które zostały zgwałcone i zamordowane w 2007 roku.

### Akty przemocy wobec lesbijek
Lesbofobia przejawia się czasem poprzez akty przemocy, w tym gwałty naprawcze, a nawet morderstwa. W Republice Południowej Afryki Sizakele Sigasa (aktywistka lesbijska mieszkająca w Soweto) i jej partnerka Salome Masooa zostały zgwałcone, torturowane i zamordowane w lipcu 2007 r. podczas ataku, który, jak twierdziły południowoafrykańskie organizacje praw lesbijek i gejów, w tym organizacja Joint Working Group, był motywowany lesbofobią.
W 2006 roku 19-letnia Zoliswa Nkonyana została zabita za otwarte bycie lesbijką przez czterech mężczyzn w kapsztadzkim miasteczku Khayelitsha, którzy zadźgali ją nożem i ukamienowali na śmierć. Piłkarka drużyny piłkarskiej Banyana Banyana – Eudy Simelane i aktywistka LGBT – Noxolo Nogwaza zostały zgwałcone i zamordowane w miasteczku Gauteng w KwaThema.